# Arxipreste de Talavera
Alfonso Martínez de Toledo (Toledo, 1398-1470?) més conegut com a Arxipreste de Talavera, va viure a Aragó i va ser un dels grans escriptors més reconeguts del primer Renaixement. De noble família, va arribar a ser capellà personal del rei i durant tota la seva vida estigué acompanyat de polèmica per la seva vida marital.
El seu estil està ple de recursos humorístics i col·loquialismes i el seu ús del llenguatge oral influí poderosament en els autors posteriors, incloent-hi Fernando de Rojas. Destaca per les descripcions visuals, per la utilització d'enumeracions d'adjectius amb jocs de paraules i per la barreja de registres en un mateix fragment.
La seva obra principal, El Corbacho, està influïda per Boccaccio i durant segles va ser considerada un dels exemples de misogínia literària més rellevants de la seva època, fins al punt de provocar rèpliques per netejar la imatge de la dona, entre les quals destaca el Triunfo de las donas (1445) de Juan Rodríguez de la Cámara.

## Obres
- Vidas de San Isidoro y San Ildefonso
- Atalaya de las Crónicas
- Corbacho o Reprobación del amor mundano